# Honschaft Erbschlö
Die Honschaft Erbschlö war im Mittelalter und der frühen Neuzeit neben den Honschaften Wallbrecken, Garschagen und Hohenhagen eine von vier Honschaften (alternative Schreibweise Honnschaft) im Kirchspiel Lüttringhausen im bergischen Amt Beyenburg.

## Geschichte
Einzelne Höfe der Honschaft wurden bereits im Spätmittelalter erwähnt: 1312 Erbschlö, Heidt, Boxberg, Huckenbach, 1352 Wolfskuhle, 1426 Baur, 1471 Voßholt, Marscheid, Groß- oder Kleinsporkert, Großhülsberg, Kottsiepen, Böckel, Stall, 1502 Scharpenack, Schmalenhof, Blombach, 1547 Birken und Holthausen.
Nach der Ronsdorfer Kirchengründung im 18. Jahrhundert wurde die Honschaft dem Kirchspiel Ronsdorf zugewiesen. 1744 wird die Honschaft als „eine Corporalschaft […] von Rotten umb Ronsdorf“ beschrieben. Diese neun Rotten (Erbschlöer Rotte, Holthauser Rotte, Scharpenacker Rotte, Marscheider Rotte, Blombacher Rotte, Hülsberger Rotte, Boxberger Rotte, Staller Rotte und Heider Rotte) wurden 1745 aus dem Gerichtsbezirk Lüttringhausen gelöst und bildeten bis zur Verschmelzung 1846 mit der Stadt Ronsdorf (Stadtbezirk) nun die Außenbürgerschaft Ronsdorf (Landbezirk).
1749 gehörten 24 Höfe und zwei Hämmer zu der Honschaft, 1832 bestand die Außenbürgerschaft aus 65 Wohnplätzen, Kotten und Hammerwerken.

### Wohnplätze der Honschaft um 1710
Zu der Honschaft gehörten neben dem Sitz des Gerichts in Erbschlö die Hofschaften (In Klammern: Anzahl der Häuser um 1710):
- Runstorf (Ronsdorf, 4 Wohnplätze mit 11 Häusern)
- Auf der Westen (1)
- Auf’m Bawer (3)
- Auf’m Dorn (1)
- Blombach (5)
- Jacken Blombach (1)
- Boxberg (4)
- Auf'm Heidt (9)
- Halbachs Wüste (1)
- Hammaesberg (3)
- Holthausen (8)
- Huckenbach
- Auf Hülsberg (4)
- Hillgers Hülsberg (4)
- Im Beschgen (1)
- In der Beek (2)
- Konradswüste
- Kottsiepen (2)
- Marpe (1)
- Marscheid (8)
- Scharpenacken (2)
- Schirpkotten (1)
- Schmalenheusgen (1)
- Schmalenhof (2)
- Schmittenberg (1)
- Wuppermanns Sporkert (5)
- Luß Sporkert (3)
- Ahm Stall (3)
- Zum Holte (8)